# Chrysoritis pyroeis
Chrysoritis pyroeis is een vlinder uit de familie van de Lycaenidae. De wetenschappelijke naam van de soort is voor het eerst gepubliceerd in 1864 door Roland Trimen.
De soort komt voor in Zuid-Afrika.
1. ↑  (en) Chrysoritis pyroeis op de IUCN Red List of Threatened Species.